# Komunální volby 1923 (Československo)
Komunální volby 1923 byly volby do zastupitelstev obcí konané v roce 1923 v prvorepublikovém Československu.
Šlo o první místní volby po vzniku Československé republiky, které se konaly na celém území státu, tedy včetně Slovenska a Podkarpatské Rusi. Nevolilo se ovšem ve všech obcích a volby neprobíhaly v jednom dni (volit se začalo v září 1923). 

## Výsledky voleb
Volební výsledky nebyly nikdy jako celek publikovány, což ve veřejnosti vzbuzovalo dojem, že vláda všenárodní koalice  (první vláda Antonína Švehly) ztratila většinovou podporu veřejnosti. Faktem je, že Komunistická strana Československa, pro kterou šlo o první volební měření sil po jejím vzniku, se stala podle neoficiálních dat druhou nejsilnější politickou stranou. Nejsilnější formací  se ovšem stali agrárníci s více než 1 milionem hlasů. Na třetím místě skončili lidovci, kteří jen v Českých zemích získali 430 000 hlasů a na Moravě zvítězili a jejichž tehdy ještě sesterská Slovenská ľudová strana soustředila dalších 335 000 slovenských hlasů. Propad vlivu a síly přinesly volby pro socialistické strany, sociální demokraty a československé socialisty. Podobné tendence byly zaznamenány i mezi německy mluvícími voliči, mezi nimiž také posílil Německý svaz zemědělců a Německá křesťansko sociální strana lidová, zatímco Německá sociálně demokratická strana dělnická v ČSR ztratila stejně jako nacionalistická Německá národní strana. Posílení volby přinesly Německé národně socialistické straně dělnické.

## Dopady voleb
Na celostátní vládnutí volby zásadní vliv neměly, první vláda Antonína Švehly zůstala u moci. Růst nesocialistických stran ale postupně vedl k úvahám a později i reálným krokům směrem k vytvoření středopravé koalice s účastí českých i německých stran. Výsledky voleb rovněž ukázaly, že mezi voliči z řad vojáků má nejsilnější podporu Komunistická strana Československa. Volby tak vedly k následné úpravě, podle které vojáci ztráceli volební právo. Další změny politické mapy přinesly pak parlamentní volby roku 1925.